# Morfofisiopatología humana
La morfofisiopatología humana es la ciencia que estudia la interrelación de las alteraciones estructurales y funcionales que ocurren a nivel de las células, los tejidos y los órganos durante el
proceso patológico.

## Desarrollo
El proceso patológico es un trastorno fisiopatológico donde el organismo reacciona con respuestas moleculares, celulares y sistémicas que son los síntomas y signos de la enfermedad.

En la actualidad existen dos causas principales para el desarrollo de los procesos patológicos, intrínsecos o
genéticos y adquiridos (infecciosos, nutricionales, químicos, físicos). El
concepto de un agente etiológico para una enfermedad ya no es suficiente, hay que tener
en cuenta su multicausalidad.
Los factores genéticos están implicados claramente en algunas de las enfermedades habituales inducidas por el ambiente, tales como, la aterosclerosis y el cáncer; el ambiente a su vez puede tener influencias profundas sobre ciertas enfermedades genéticas. No obstante la causa primaria sigue siendo el eje sobre el cual puede hacerse el diagnóstico, entenderse una enfermedad o desarrollarse un tratamiento.

El estudio de las condiciones estructurales y fisiológicas de las células, tejidos y órganos, así como la homeostasis normal, se abordan en la asignatura Morfofisiología Humana I; cuando estas estructuras y funciones se alteran por diversas causas, se desencadenan procesos patológicos.

## Componentes del Proceso Patológico
Los procesos patológicos se desarrollan de forma dinámica y se estructuran en torno a los siguientes componentes clave:
- - Etiología: Estudio de las causas de la enfermedad.
  - Patogenia: Investigación de los mecanismos de desarrollo de la enfermedad.
  - Cambios morfológicos: Alteraciones estructurales en células, tejidos y órganos inducidas por el proceso patológico.
  - Fisiopatología: Evaluación de las consecuencias funcionales derivadas de los cambios morfológicos.
  - Semiología: Análisis de los signos y síntomas de la enfermedad con fines diagnósticos y pronósticos. Los síntomas incluyen señales subjetivas (como dolor, náuseas y mareos), mientras que los signos son manifestaciones objetivas (como ictericia y eritema).
  - Patocronía: Estudio de la evolución de la enfermedad a lo largo del tiempo.